# Glimmer man
Glimmer man (títol original: The Glimmer Man) és una pel·lícula estatunidenca dirigida per John Gray, estrenada l'any 1996.Ha estat doblada al català.

## Argument
Cole era abans el millor assassí dels serveis secrets. Ha canviat de vida i ha esdevingut criminòleg a Nova York. Cridat a Los Angeles per resoldre una onada d'homicidis, es veu obligat a fer equip amb Campbell. Però tot enfronta els dos homes.

## Repartiment
- Steven Seagal: El tinent Jack Cole
- Keenen Ivory Wayans: L'inspector Jim Campbell
- Bob Gunton: Franck Deverell
- Brian Cox: M. Smith
- John M. Jackson: Donald Cunningham
- Ryan Cutrona: El capità Harris
- Richard Guant: L'inspector Roden
- Stephen Tobolowsky: Christopher Maynard
- Dennis Cockrum: L'inspector Tom Farrell
- Johnny Strong: Johnny Deverall
- Michelle Johnson: Jessica Cole
- Nikki Cox: Millie
- Harris Laskawy: El forense
- Wendy Robie: Melanie Sardes
- Peter Jason: El pare de Millie

## Crítica
- "Molta acció i les seves corresponents dosis d'intriga (...) Fluixeta, encara que no és de les pitjors"[3]